# Jacques Swaters
Jacques Swaters (né à Woluwe Saint Lambert le 30 octobre 1926 - mort à Uccle le 10 décembre 2010,) est un pilote de course belge, propriétaire des équipes Écurie Francorchamps et Équipe Nationale Belge.

## Biographie

### Un pilote de course
Swaters fait ses débuts aux 24 Heures de Spa-Francorchamps 1948 dans une MG de type P.B. modèle 1936, de 939 cm3, copilotée par son ami et pilote-journaliste Paul Frère; ils terminent quatrième de classe. En 1950, Swaters, Roger Laurent, Charles de Tornaco et André Pilette créent l'Écurie Belgique, une bannière sous laquelle ils préparent des voitures pour eux-mêmes, aussi bien en Grand Prix qu'en Voiture de Sport. Swaters pilote lui-même la Talbot-Lago T26C jaune, à différentes reprises, y compris aux deux manches du Championnat du Monde, le Grand Prix d'Allemagne 1951 (10e) et le Grand Prix d'Italie 1951 (abandon).
Cependant, en 1952, Swaters et Charles de Tornaco, mettent sur pied l'Écurie Francorchamps, une écurie de course principalement associée à Ferrari. Swaters dirige l'équipe qui avait acheté une Ferrari 500, qu'il ramène lui-même de Modène à Chimay par la route, pour le Grand Prix des Frontières. Celle-ci est engagée dans six épreuves de Formule 2, avec comme meilleur résultat une sixième place au Grand Prix d'Allemagne pour Roger Laurent. Cette même année, Swaters a l'occasion de faire partie de l'équipe Oldsmobile pour le Grand Prix de Belgique des Voitures de Série, mais il détruit la voiture lors des qualifications. Cependant, le 12 juillet 1953, Swaters lui-même s'adjuge la pole position et remporte la victoire lors des Courses Internationales de l'Avus de Formule 2. 
Comme pilote, Swaters se concentre ensuite sur les courses de Voitures de Sport, au volant de :
- Veritas RS - 3e du Grand Prix du Luxembourg en 1950.
- Jaguar C-Type - 4e place aux 24 Heures du Mans 1954, 7e au TT Dunrod 1954 (RAC Tourist Trophy)[8], 3e des 12 Heures de Reims 1954.
- Cooper T20 - 3e du Grand Prix du Spa en 1954.
- Jaguar D-Type - 3e place aux 24 Heures du Mans 1955, 4e place aux 24 Heures du Mans 1956.
- Ferrari 750 Monza - 2e place au GP des Voitures de Serie Tourisme et Sport à Spa en 1955, 5e place aux 2 Heures de Dakar 1955, 6e place au GP de Bari 1955[9].
- Ferrari 500 TR - 8e des 2 Heures de Dakar en 1956.
- Ferrari 290 MM - abandon aux 24 Heures du Mans 1957.

Après s'être retiré de la compétition en 1957, Swaters devient directeur de l'Équipe Nationale Belge, qu'il avait formé en 1955 comme une fusion de son Écurie Francorchamps et de l'Écurie Belge de Johnny Claes. L'Equipe nationale belge engage des Cooper-Climax en Formule 2, aussi bien pour des pilotes belges expérimentés que pour de jeunes talents belges comme Olivier Gendebien, Lucien Bianchi et Mauro Bianchi. Cette expérience permet de dynamiser leurs carrières respectives. L'équipe se tourne vers la Formule 1 en 1960 et, plus tard, ils retravaillent l'Emeryson en châssis propre à l'ENB.
Cependant, dès 1964, Swaters n'est plus intéressé par l'ENB et reporte complètement son attention sur les courses de Voitures de Sport. L'Écurie Francorchamps, qui était restée indépendante de l'ENB pendant les années 1950 et 1960, est toujours un compétiteur de haut niveau, avec des victoires de classe (y compris les 24 Heures du Mans de 1965) et de fréquents podiums. Le couronnement de la carrière de directeur de course de Swaters a lieu par une victoire au général aux 500 km de Spa 1965 avec Willy Mairesse sur Ferrari 250LM.
L'Écurie Francorchamps cesse ses activités en 1982. 

### Importateur Ferrari en Belgique
En 1952, Jacques Swaters crée à Bruxelles le Garage Francorchamps, spécialisé dans les voitures de sport. Après avoir importé en Belgique pour l'écurie Francorchamps, plusieurs véhicules de la marque Ferrari, il se lie avec leur concepteur, Enzo Ferrari (1898-1988), et devient importateur exclusif en Belgique de la marque alors toute jeune. En 1989, Ferrari passe sous le contrôle de Fiat et de la famille Agnelli. En 2004, Ferrari prend en main, en direct la diffusion de ses voitures dans le monde entier. Le Garage Francorchamps ferme alors.
Au cours de toutes ces années dédiées à Ferrari, Swaters constitue une collection sans équivalent vouée au Cheval cabré : la FF Galleria. On y retrouve plus de 100 000 pièces : documents, maquettes, modèles uniques, objets de la famille Ferrari, etc. Une grande partie de cette collection est dispersée aux enchères le 18 mai 2008.
Jacques Swaters collabore avec Jean Graton, créateur de la BD Michel Vaillant, sur le Dossiers Michel Vaillant sorti en 2005, consacré à Enzo Ferrari.

### Mariages et descendance
Jacques Swaters épouse à Uccle le 31 janvier 1956 la comtesse Monique de Bousies (1922-2013). Cette union est dissoute en 1995. Une fille en est issue :
- Florence Swaters

Il se remarie en 1996 avec Marylise Neef de Sainval.
Il meurt à 84 ans le 10 décembre 2010.